# Zwitserse Bondsraadverkiezingen 2011
In Zwitserland kozen op 14 december 2011 de Nationale Raad en de Kantonsraad tijdens een gezamenlijke zitting (Bondsvergadering) een nieuwe Bondsraad (regering) voor de periode 2012-2015. Daarnaast werd er een nieuwe bondskanselier gekozen.
Van de zeven zittende leden had alleen Micheline Calmy-Rey van de Sociaaldemocratische Partij van Zwitserland zich niet opnieuw kandidaat gesteld. Al de zittende leden werden herkozen. Als nieuwe bondesraad werd Alain Berset van de Sociaaldemocratische Partij gekozen. Op 16 december 2011 werden de departementen verdeeld waarbij de  Alain Berset het Departement van Binnenlandse Zaken overneemt van Didier Burkhalter die wisselt naar het Departement van Buitenlandse Zaken.